# Flutter (software)
Flutter è un framework open-source creato da Google per la creazione di interfacce native per iOS, Android, Linux, macOS e Windows oltre a essere il metodo principale per la creazione di applicazioni per Google Fuchsia.
Con la versione 1.9, Google ha introdotto il supporto per le applicazioni web e per i siti statici scritti in linguaggio Dart, permettendo così l'ampliamento della lista delle piattaforme supportate.

## Storia
La prima versione di Flutter conosciuta aveva come nome "Sky" e girava su Android. È stato presentato al summit per sviluppatori Dart del 2015, con l'obiettivo di renderizzare costantemente a 120 fps. Durante il Keynote del Google Developer Days a Shanghai, Google ha annunciato Flutter Release Preview 2, che è stato l'ultima grande pubblicazione di una versione prima di Flutter 1.0. Il 4 dicembre 2018, Flutter 1.0 è stato pubblicato all'evento Flutter Live, e ha rappresentato la prima versione stabile del framework. Il 3 marzo 2021 è stata pubblicata la versione 2.0 di Flutter, che consente agli sviluppatori di generare in maniera stabile applicazioni multipiattaforma (Android, iOS, Windows, macOS, Linux, Web).

## Architettura del framework
I componenti principali di Flutter sono:
- La piattaforma Dart
- Il motore grafico di Flutter
- La Foundation library
- I Design-specific widget

### Flutter engine
Flutter engine è scritto principalmente in C++, fornisce supporto per il rendering a basso livello utilizzando la libreria grafica di Google, Skia Graphics. Inoltre, si interfaccia con SDK della piattaforma specifica come quelli di Android o iOS. Una particolarità molto apprezzata del Flutter engine, grazie al codice scritto in Dart, è quella di poter effettuare un "hot-reload" dell'applicazione dove la modifica del codice viene iniettata immediatamente all'interno dell'applicazione così da visualizzare all'istante le modifiche effettuate senza un riavvio completo o un cambio di stato.

### Foundation library
La Foundation library, scritta in Dart, fornisce classi e funzioni di base utilizzate per costruire applicazioni che utilizzano Flutter, come le API per comunicare con l'engine.

### Widget
La progettazione dell'interfaccia utente in Flutter prevede l'assemblaggio e/o la creazione di vari widget. Un widget in Flutter rappresenta una descrizione immutabile dell'interfaccia utente; grafici, testo, forme e animazioni vengono creati utilizzando i widget. È possibile creare widget più complessi combinando molti più semplici. Sul sito della documentazione di Flutter è possibile consultare tutti i Widgets disponibili.

### Design-specific widget
Il framework Flutter contiene due set di widget conformi a specifici linguaggi di progettazione. I widget in stile Material Design implementano il design di Google con lo stesso nome, mentre i widget di Cupertino imitano il design iOS di Apple.

## Esempio di Hello World in Flutter
```
import
 
'package:flutter/material.dart'
;

void
 
main
()
 
=>
 
runApp
(
HelloWorldApp
());

class
 
HelloWorldApp
 
extends
 
StatelessWidget
 
{

  
@override

  
Widget
 
build
(
BuildContext
 
context
)
 
{

    
return
 
MaterialApp
(

      
title:
 
'Hello World App'
,

      
theme:
 
ThemeData
(

        
primaryColor:
 
Colors
.
red
[
400
],

        
accentColor:
 
Colors
.
yellow
,

        
fontFamily:
 
"Roboto"
,

      
),

      
home:
 
Scaffold
(

        
appBar:
 
AppBar
(

          
title:
 
Text
(
'App Bar Title'
),

        
),

        
body:
 
Center
(

          
child:
 
Text
(
'Hello World'
),

        
),

      
),

    
);

  
}

}

```

L'importazione del pacchetto (package) Material consente l'uso di classi e widget a tema Material Design. Questo pacchetto è fondamentale per la realizzazione dell'applicativo.
È disponibile anche il pacchetto Cupertino per la realizzazione di UI in stile iOS.
Il widget MaterialApp è l'inizio dell'applicazione, esso permette di impostare il tema, la navigazione tra le pagine e la home page (oltre a tante altre impostazioni).

### Pub.dev
Al fine della realizzazione di applicazioni più complesse è, talvolta, necessario sfruttare librerie esterne. A tale scopo, Google, ha messo a disposizione degli utenti il sito pub.dev. Esso è la repository ufficiale per i pacchetti Dart e Flutter, dove sono disponibili sia librerie create e supportare direttamente da Flutter, che dai singoli utenti.